# Jemenské království
Jemenské království, oficiálně Mutawakkilitské Jemenské království (arabsky المملكة المتوكلية اليمنية‎ al-Mamlakah al-Mutawakkilīyah al-Yamanīyah, anglicky Mutawakkilite Kingdom of Yemen), je někdejší stát na území bývalého Severního Jemenu. V roce 1918 vyhlásilo nezávislost na Osmanské říši. V roce 1962 se uskutečnil státní převrat a revoluční síly vyhlásily republiku a tak začala občanská válka trvající až do roku 1968, kdy byly monarchistické jednotky poraženy. Od roku 1990 je území bývalého Jemenského království součástí Jemenské republiky.

## Dějiny
V období starověku byl severní Jemen součástí Má'aribské říše a v 7. století byl ovládnut Arabskou říší. V roce 1538 severní Jemen ovládla Osmanská říše, ale od 17. století si řada místních knížectví (emirátů) zachovávala značnou míru autonomie. Když Britové obsadili území na jihu Jemenu snažila se Osmanská říše o pevnější připoutání území a tak bylo území severního Jemenu od 1873 zvláštní vilájet.

### Nezávislost
Před první světovou válkou tu proběhlo povstání imámů, ve kterém byla Osmanská říše poražena a tak získala oblast severního Jemenu v roce 1911 značnou autonomii. Po první světové válce bylo na tomto území vyhlášeno samostatné Jemenské království, zatímco jih zůstal britskou kolonií, respektive protektorátem. V roce 1926 podepsalo království smlouvu o přátelství s Itálií a roku 1928 také se Sovětským svazem. Smlouvou z roku 1934 Británie uznala nezávislost Jemenského království, které se naopak zřeklo ambicí na připojení jižního Jemenu. V témže roce proběhla válka se Saúdskou Arábií o provincie Džizán, Asír a Nadžrán, které byly bohaté na naftu, tuto válku Jemenské království prohrálo a o tato území přišlo.

### Vyhlášení republiky a občanská válka
V období po 2. světové válce se Severní Jemen resp. Jemenské království stalo v roce 1945 zakládajícím členem Ligy arabských států a v roce 1947 členem OSN. V zemi postupně sílila opozice proti monarchii, což vyvrcholilo 27. září 1962 po smrti krále a imáma Ahmada bin Yahya, vojenským převratem a na myšlenkách panarabismu byla po vzoru Egypta vyhlášena republika – Jemenská arabská republika. To vedlo ke vzniku několikaleté občanské války mezi Egyptem podporovanými republikány a monarchisty podporovanými Saúdskou Arábií. Situaci zmírnilo až stažení egyptských vojsk v roce 1967, což vedlo k oficiálnímu uznání republiky Saúdskou Arábií a poražení monarchistů v roce 1970.

## Symbolika

Vlajka Jemenského království
1918–1923
1923–1927
1927–1970